# Wereldkampioenschap superbike van Imola 2013
Het wereldkampioenschap superbike van Imola 2013 was de zevende ronde van het wereldkampioenschap superbike en het wereldkampioenschap Supersport 2013. De races werden verreden op 30 juni 2013 op het Autodromo Enzo e Dino Ferrari nabij Imola, Italië.

## Superbike

### Race 1
| Pos | Nr | Rijder            | Constructeur | Rondes | Tijd           | Grid | Punten |
| --- | -- | ----------------- | ------------ | ------ | -------------- | ---- | ------ |
| 1   | 66 | Tom Sykes         | Kawasaki     | 21     | 37:52.860      | 1    | 25     |
| 2   | 34 | Davide Giugliano  | Aprilia      | 21     | +7.198         | 3    | 20     |
| 3   | 58 | Eugene Laverty    | Aprilia      | 21     | +9.484         | 5    | 16     |
| 4   | 33 | Marco Melandri    | BMW          | 21     | +10.323        | 7    | 13     |
| 5   | 84 | Michel Fabrizio   | Aprilia      | 21     | +18.697        | 12   | 11     |
| 6   | 19 | Chaz Davies       | BMW          | 21     | +19.531        | 10   | 10     |
| 7   | 2  | Leon Camier       | Suzuki       | 21     | +22.412        | 6    | 9      |
| 8   | 86 | Ayrton Badovini   | Ducati       | 21     | +29.142        | 8    | 8      |
| 9   | 76 | Loris Baz         | Kawasaki     | 21     | +36.828        | 9    | 7      |
| 10  | 91 | Leon Haslam       | Honda        | 21     | +37.507        | 11   | 6      |
| 11  | 7  | Carlos Checa      | Ducati       | 21     | +39.239        | 13   | 5      |
| 12  | 27 | Max Neukirchner   | Ducati       | 21     | +43.334        | 15   | 4      |
| 13  | 23 | Federico Sandi    | Kawasaki     | 21     | +1:12.069      | 16   | 3      |
| 14  | 31 | Vittorio Iannuzzo | BMW          | 21     | +1:30.685      | 17   | 2      |
| 15  | 41 | Noriyuki Haga     | BMW          | 21     | +1:30.773      | 18   | 1      |
| DNF | 65 | Jonathan Rea      | Honda        | 18     | Schade ongeluk | 2    |        |
| DNF | 16 | Jules Cluzel      | Suzuki       | 13     | Ongeluk        | 14   |        |
| DNF | 50 | Sylvain Guintoli  | Aprilia      | 5      | Uitgevallen    | 4    |        |
| DNS | 5  | Alexander Lundh   | Kawasaki     | 0      | Niet gestart   |      |        |

### Race 2
| Pos | Nr | Rijder            | Constructeur | Rondes | Tijd         | Grid | Punten |
| --- | -- | ----------------- | ------------ | ------ | ------------ | ---- | ------ |
| 1   | 66 | Tom Sykes         | Kawasaki     | 21     | 37:51.947    | 1    | 25     |
| 2   | 65 | Jonathan Rea      | Honda        | 21     | +5.032       | 2    | 20     |
| 3   | 50 | Sylvain Guintoli  | Aprilia      | 21     | +10.201      | 4    | 16     |
| 4   | 33 | Marco Melandri    | BMW          | 21     | +13.120      | 7    | 13     |
| 5   | 19 | Chaz Davies       | BMW          | 21     | +13.630      | 10   | 11     |
| 6   | 76 | Loris Baz         | Kawasaki     | 21     | +23.949      | 9    | 10     |
| 7   | 2  | Leon Camier       | Suzuki       | 21     | +25.420      | 6    | 9      |
| 8   | 84 | Michel Fabrizio   | Aprilia      | 21     | +36.511      | 12   | 8      |
| 9   | 91 | Leon Haslam       | Honda        | 21     | +40.184      | 11   | 7      |
| 10  | 86 | Ayrton Badovini   | Ducati       | 21     | +41.100      | 8    | 6      |
| 11  | 16 | Jules Cluzel      | Suzuki       | 21     | +47.888      | 14   | 5      |
| 12  | 7  | Carlos Checa      | Ducati       | 21     | +52.182      | 13   | 4      |
| 13  | 27 | Max Neukirchner   | Ducati       | 21     | +56.352      | 15   | 3      |
| 14  | 23 | Federico Sandi    | Kawasaki     | 21     | +1:15.992    | 16   | 2      |
| 15  | 41 | Noriyuki Haga     | BMW          | 21     | +1:25.210    | 18   | 1      |
| DNF | 58 | Eugene Laverty    | Aprilia      | 4      | Ongeluk      | 5    |        |
| DNF | 34 | Davide Giugliano  | Aprilia      | 2      | Ongeluk      | 3    |        |
| DNF | 31 | Vittorio Iannuzzo | BMW          | 2      | Ongeluk      | 17   |        |
| DNS | 5  | Alexander Lundh   | Kawasaki     | 0      | Niet gestart |      |        |

## Supersport
De race werd na 5 ronden afgebroken vanwege de omstandigheden op het circuit. Later werd de race herstart over een lengte van 14 ronden.
| Pos | Nr | Rijder               | Constructeur | Rondes | Tijd                   | Grid | Punten |
| --- | -- | -------------------- | ------------ | ------ | ---------------------- | ---- | ------ |
| 1   | 54 | Kenan Sofuoğlu       | Kawasaki     | 14     | 26:11.297              | 2    | 25     |
| 2   | 11 | Sam Lowes            | Yamaha       | 14     | +3.957                 | 1    | 20     |
| 3   | 65 | Vladimir Leonov      | Yamaha       | 14     | +4.409                 | 3    | 16     |
| 4   | 26 | Lorenzo Zanetti      | Honda        | 14     | +6.435                 | 5    | 13     |
| 5   | 60 | Michael van der Mark | Honda        | 14     | +9.967                 | 10   | 11     |
| 6   | 9  | Luca Scassa          | Kawasaki     | 14     | +13.437                | 6    | 10     |
| 7   | 8  | Andrea Antonelli     | Kawasaki     | 14     | +14.112                | 8    | 9      |
| 8   | 19 | Florian Marino       | Kawasaki     | 14     | +28.194                | 12   | 8      |
| 9   | 25 | Alex Baldolini       | Suzuki       | 14     | +29.018                | 15   | 7      |
| 10  | 32 | Sheridan Morais      | Honda        | 14     | +29.137                | 9    | 6      |
| 11  | 5  | Raffaele De Rosa     | Honda        | 14     | +29.592                | 13   | 5      |
| 12  | 99 | Fabien Foret         | Kawasaki     | 14     | +29.763                | 11   | 4      |
| 13  | 4  | Jack Kennedy         | Honda        | 14     | +29.957                | 22   | 3      |
| 14  | 44 | Roberto Rolfo        | MV Agusta    | 14     | +30.831                | 23   | 2      |
| 15  | 61 | Fabio Menghi         | Yamaha       | 14     | +39.902                | 17   | 1      |
| 16  | 34 | Balázs Németh        | Honda        | 14     | +49.432                | 29   |        |
| 17  | 10 | Imre Tóth            | Honda        | 14     | +58.132                | 26   |        |
| 18  | 55 | Massimo Roccoli      | Yamaha       | 14     | +59.528                | 19   |        |
| 19  | 35 | Mitchell Carr        | Triumph      | 14     | +1:00.754              | 33   |        |
| 20  | 59 | Alex Schacht         | Honda        | 14     | +1:01.082              | 31   |        |
| 21  | 7  | Nacho Calero         | Honda        | 14     | +1:01.334              | 30   |        |
| 22  | 33 | Yves Polzer          | Honda        | 14     | +1:22.272              | 35   |        |
| 23  | 24 | Eduard Blokhin       | Honda        | 13     | +1 ronde               | 36   |        |
| DNF | 88 | Kev Coghlan          | Kawasaki     | 9      | Ongeluk                | 7    |        |
| DNF | 84 | Riccardo Russo       | Kawasaki     | 8      | Uitgevallen            | 4    |        |
| DNF | 37 | David Linortner      | Honda        | 7      | Uitgevallen            | 24   |        |
| DNF | 20 | Mathew Scholtz       | Suzuki       | 5      | Schade ongeluk         | 16   |        |
| DNF | 22 | Fabrizio Lai         | Honda        | 3      | Uitgevallen            | 27   |        |
| DNF | 81 | Christopher Moretti  | Yamaha       | 1      | Ongeluk                | 32   |        |
| DNS | 6  | Vladimir Ivanov      | Kawasaki     | 0      | Niet gestart in race 2 | 14   |        |
| DNS | 21 | Christian Iddon      | MV Agusta    | 0      | Niet gestart in race 2 | 21   |        |
| DNS | 46 | Tommy Bridewell      | Honda        | 0      | Niet gestart in race 2 | 20   |        |
| DNS | 45 | Marco Faccani        | Honda        | 0      | Niet gestart in race 2 | 18   |        |
| DNS | 53 | Valentin Debise      | Honda        | 0      | Uitgevallen in race 1  | 34   |        |
| DNS | 64 | Matt Davies          | Honda        | 0      | Uitgevallen in race 1  | 28   |        |
| DNS | 87 | Luca Marconi         | Honda        | 0      | Niet gestart           |      |        |

## Tussenstanden na wedstrijd

### Superbike
| Pos | Nr | Rijder           | Team     | Punten |
| --- | -- | ---------------- | -------- | ------ |
| 1   | 66 | Tom Sykes        | Kawasaki | 235    |
| 2   | 50 | Sylvain Guintoli | Aprilia  | 229    |
| 3   | 58 | Eugene Laverty   | Aprilia  | 190    |
| 4   | 33 | Marco Melandri   | BMW      | 182    |
| 5   | 19 | Chaz Davies      | BMW      | 154    |

### Supersport
| Pos | Nr | Rijder               | Team     | Punten |
| --- | -- | -------------------- | -------- | ------ |
| 1   | 11 | Sam Lowes            | Yamaha   | 140    |
| 2   | 54 | Kenan Sofuoğlu       | Kawasaki | 106    |
| 3   | 99 | Fabien Foret         | Kawasaki | 85     |
| 4   | 60 | Michael van der Mark | Honda    | 73     |
| 5   | 26 | Lorenzo Zanetti      | Honda    | 68     |

2001 · 2002 · 2003 · 2004 · 2005 · 2006 · 2009 · 2010 · 2011 · 2012 · 2013 · 2014 · 2015 · 2016 · 2017 · 2018 · 2019 · 2023